# سیارک ۲۴۹۸۶
سیارک ۲۴۹۸۶ (به انگلیسی: 24986 Yalefan، نامگذاری:1998KS46) بیست و چهار هزار و نهصد و هشتاد و ششمین سیارک کشف شده‌است که در ۲۲ مه ۱۹۹۸ کشف شد.
قدر مطلق سیارک برابر ۱۲.۳ است.